# Prinias (Sitia)
Prinias (griechisch Μπρινιάς Brinias) bezeichnet ein ehemaliges minoisches Gipfelheiligtum in der Gemeinde Sitia im Nordosten der griechischen Insel Kreta. Es befand sich auf 768 Metern Höhe 5,4 Kilometer südlich der Bucht von Sitia (Όρμος Σητείας) an der Nordküste Kretas am Ägäischen Meer. Das 1965 von Paul Faure entdeckte und 1972 von Costis Davaras untersuchte Heiligtum wurde in den mittelminoischen Phasen MM I bis III (etwa 2100–1700 v. Chr.) genutzt und gehörte zum Hinterland des 5,3 Kilometer entfernten Palastes von Petras.

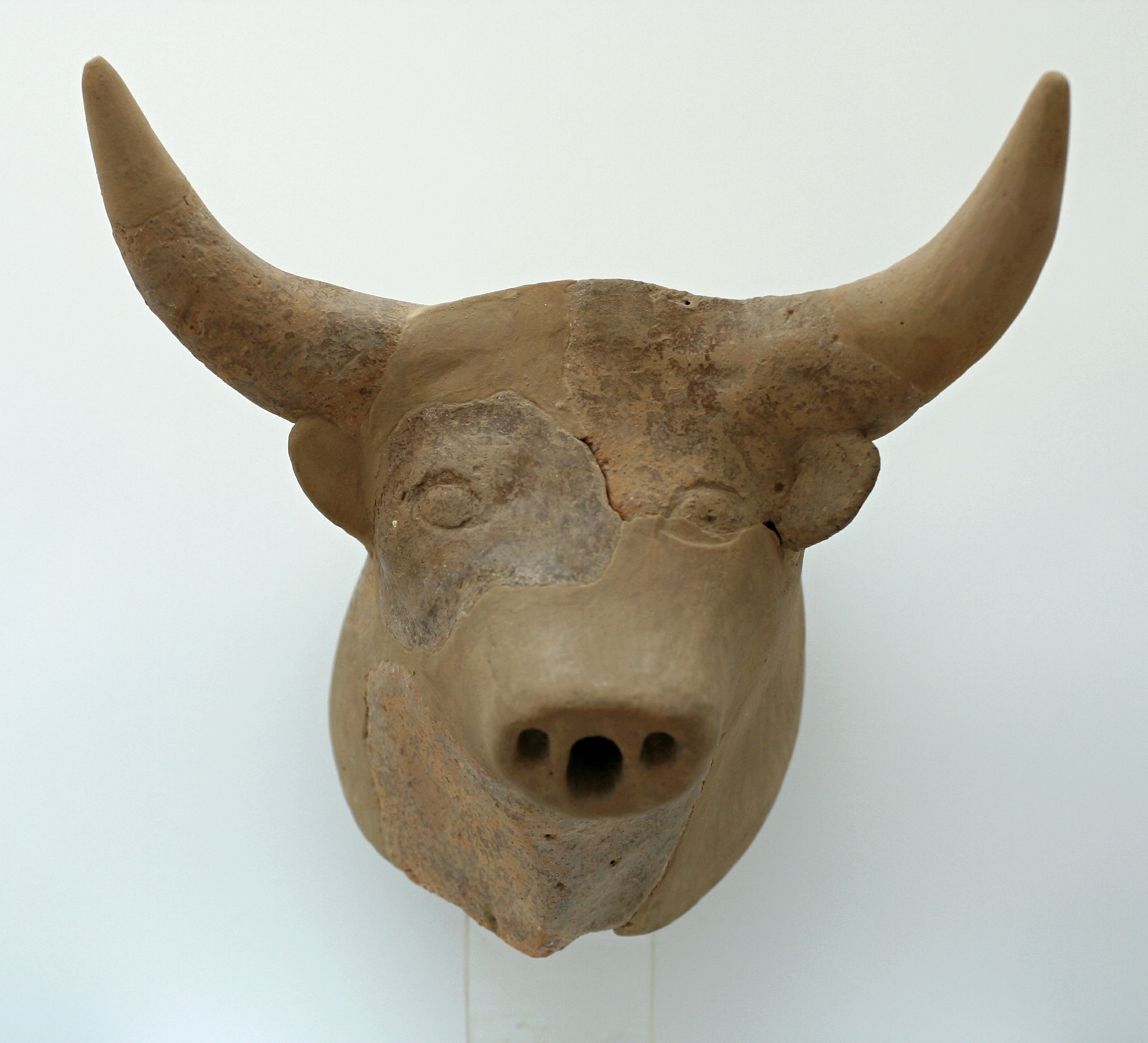
Stierkopf-Rhyton vom Prinias

Das Gipfelheiligtum liegt nicht auf dem höchsten Punkt des 803 Meter hohen Berges Prinias (Brinias), sondern dem markanteren, der Ebene näheren Gipfel Gallou to Skopeli (Γάλλου το Σκόπελη). Es bestand aus drei natürlichen Terrassen mit vielen großen Felsen. Bei einem flachen dieser Felsen könnte es sich um einen Altar gehandelt haben, eine Vertiefung in ihm diente möglicherweise zum Auffangen von Opferblut. Prinias gehörte zu den bedeutendsten minoischen Gipfelheiligtümern, wurde in der Vergangenheit jedoch fast vollständig ausgeraubt. Unter den immer noch zahlreich gefundenen Votivgaben befand sich ein herausragendes großes Rhyton in Form eines Mist- oder Nashornkäfers. Daneben fanden sich weitere Rhyta, männliche und weibliche, auch tierische Terrakotta-Statuetten sowie Tonmodelle verschiedener menschlicher Körperteile, die auf einen Heilkult weisen.